# Hallgrenskarvet
Der Hallgrenskarvet ist ein 2337 m hoher und größtenteils vereister Berg mit einer steilen und felsigen Nordwand im ostantarktischen Königin-Maud-Land. Er ragt 43 km südwestlich der Neumayersteilwand in der Kirwanveggen der Maudheimvidda auf.
Norwegische Kartografen benannten den Berg und kartierten ihn anhand von Vermessungen und Luftaufnahmen der Norwegisch-Britisch-Schwedischen Antarktisexpedition (1949–1952) und Luftaufnahmen der Dritten Norwegischen Antarktisexpedition (1956–1960). Namensgeber ist Stig Eugen Hallgren (1925–2014), Fotograf der Norwegisch-Britisch-Schwedischen Antarktisexpedition.